# 第二次サン・イルデフォンソ条約
第二次サン・イルデフォンソ条約（だいにじサン・イルデフォンソじょうやく、仏: Deuxième traité de San Ildefonso, 西: Segundo tratado de San Ildefonso）は、フランスの総裁政府とスペイン王国の間で締結した条約。
この条約により、両国の間で対グレートブリテン王国の同盟が成立した。

## 締結
1796年8月19日、フランス代表ペリニョンとスペイン代表ゴドイの間で成立。
条約の名前は、スペインのラ・グランハ・デ・サン・イルデフォンソ宮殿で締結されたことによる。